# Филипп-Франсуа де Берг
Филипп-Франсуа де Глим, князь де Берг (фр. Philippe-François de Glymes, prince de Berghes; 7 сентября 1646, Гримберген — 12 сентября 1704, Брюссель), граф ван Гримберген — военный и государственный деятель Испанских Нидерландов.

## Биография
Пятый сын Эжена де Глима (де Берга), графа ван Гримбергена, барона д'Аркенна, и Флоранс-Маргерит де Ренессе, дамы де Фелюи, Экоссин, и прочее.
Член Военного совета, кампмейстер валлонского пехотного терсио, капитан роты тяжелой кавалерии в 1676, генерал в 1684, губернатор и капитан-генерал Эно (и. о. великого бальи) в 1690, в период интерима, и губернатор Брюсселя с 17 апреля 1695.
Жалованной грамотой от 23 мая 1686 Карл II Испанский пожаловал ему титул князя, в награду за двадцатилетнюю службу и значительные услуги, оказанные короне.
В 1688 году Филипп-Франсуа был направлен ко двору Якова II, по случаю рождения принца Уэльского; в 1693 отправился с миссией к наследнику датской короны.
17 марта 1694 был пожалован в рыцари ордена Золотого руна, и получил цепь из рук герцога Баварского.
Отличился в ходе войны Аугсбургской лиги, возглавив храбрую, но безнадежную оборону Монса, осажденного в марте-апреле 1691 французскими войсками под личным командованием Людовика XIV. Выдержав жестокую бомбардировку, и отразив два штурма, был вынужден сдать город под давлением жителей, но сумел выговорить почетные условия капитуляции.

## Семья
Жена (21.01.1674): Мари-Жаклин де Лален (ум. при родах 5.01.1685), графиня де Реннебург, дочь Прокопа де Лалена, графа де Реннебурга, и Марии (Флоранс) де Ренессе-Варфузее, дамы де Гасбек, его двоюродная сестра
Дети:
- Мари-Франсуаза-Жозефина (03.1678—26.11.1724), аббатиса Нивеля
- князь Альфонс-Доминик-Франсуа де Берг (фр. Alphonse-Dominique-François de Glymes, prince de Berghes; 3.08.1679—4.04.1720). Жена (19.06.1710): Анна-Генриетта-Шарлотта де Роган-Шабо (18.06.1682—12.05.1751), дочь Луи де Рогана-Шабо, герцога де Рогана, и Мари-Элизабет-Катрин Креспен дю Бек. Брак бездетный. Продал графство Гримберг зятю Луи-Жозефу д'Альберу. 24 ноября 1706 был пожалован Филиппом V в рыцари ордена Золотого руна. Отказался от ордена в 1716 году с соблюдением положенных формальностей и без нарушения орденского устава
- Мадлен-Мари-Онорин де Берг де Монтиньи (7.12.1680—3.11.1744), наследница Берга и Гримбергена. Муж (17.03.1715): Луи-Жозеф д’Альбер (1672—1758), принц де Гринберг
- Мари-Онорин-Тереза (крещена 14.10.1674, ум. ребенком)
- Мари-Шарлотта (крещена 14.02.1682). Муж (19.07.1716): Фердинанд Жозеф д'Онни (ум. 1723), граф де Купиньи